# Автоматические платформенные ворота
Автоматические платформенные ворота — система, состоящая из барьера в виде ограждения различной высоты с раздвижными дверьми, чаще всего из стекла, не доходящего до потолка и не изолирующего полностью станцию от путей, она обычно составляет лишь половину высоты системы платформенных раздвижных дверей (например, станция Син-Накано), но иногда оно достигает высоты поезда (например станция Ang Mo Kio Mass Rapid Transit Station). Располагается на краю железнодорожных платформ в целях предотвращения случайного падения пассажиров на железнодорожные пути. Подобно системе платформенных раздвижных дверей, двери на станции открываются и закрываются одновременно с дверьми поезда.

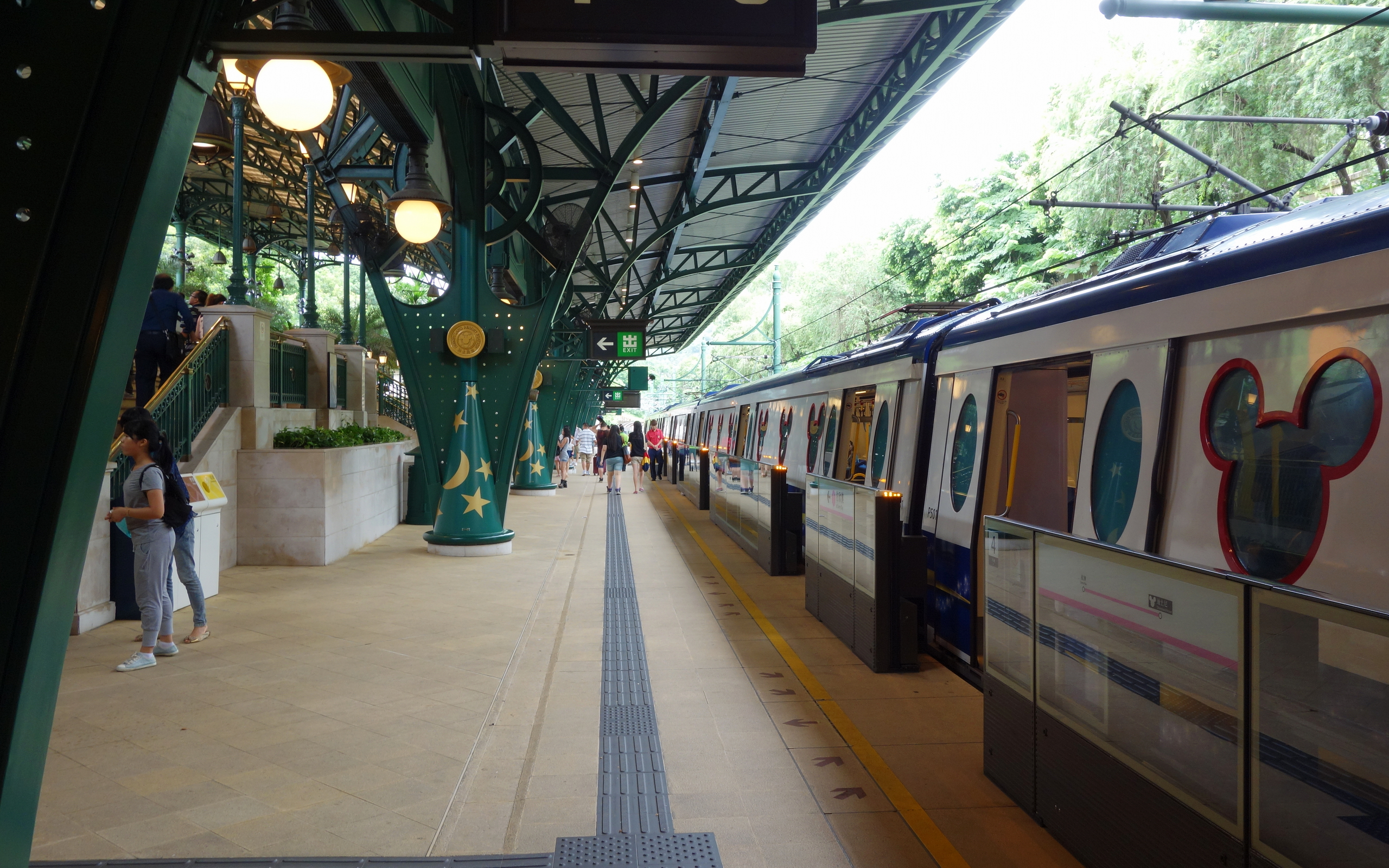
Станция Диснейленд линии Диснейленд-Резорт в метрополитене Гонконга

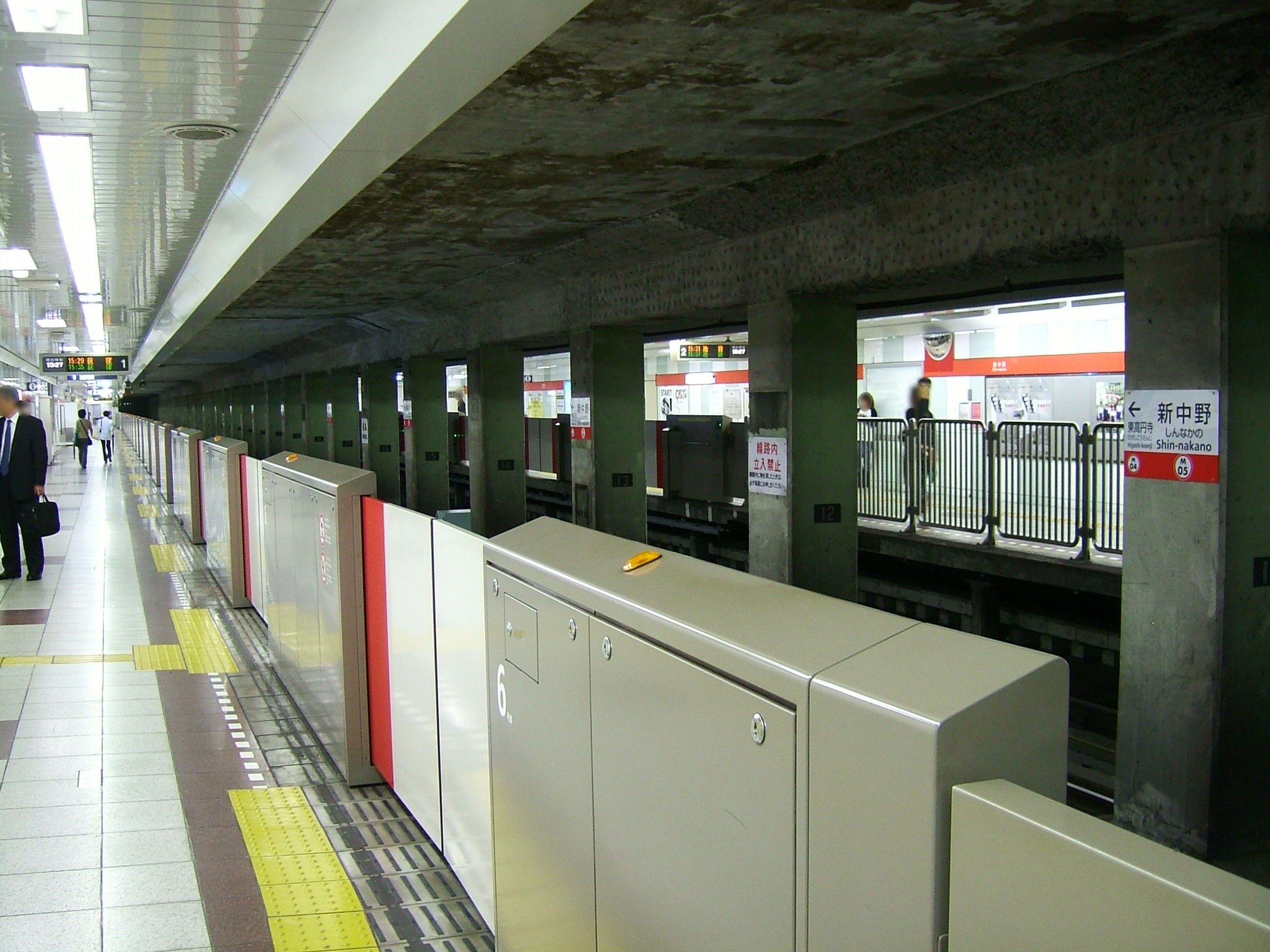
Станция Син-Накано линии Маруноути в Токийском метро

Установка этой системы дешевле системы платформенных раздвижных дверей, поэтому некоторые железнодорожные компании предпочитают эту систему при модернизации старых станций и установки на новых, как вариант для повышения безопасности на железнодорожных платформах и в то же время без использования системы кондиционирования воздуха в пользу естественной вентиляции.
Эта система была впервые установлена в метрополитене Гонконга на линии Диснейленд-Резорт.

## Белоруссия

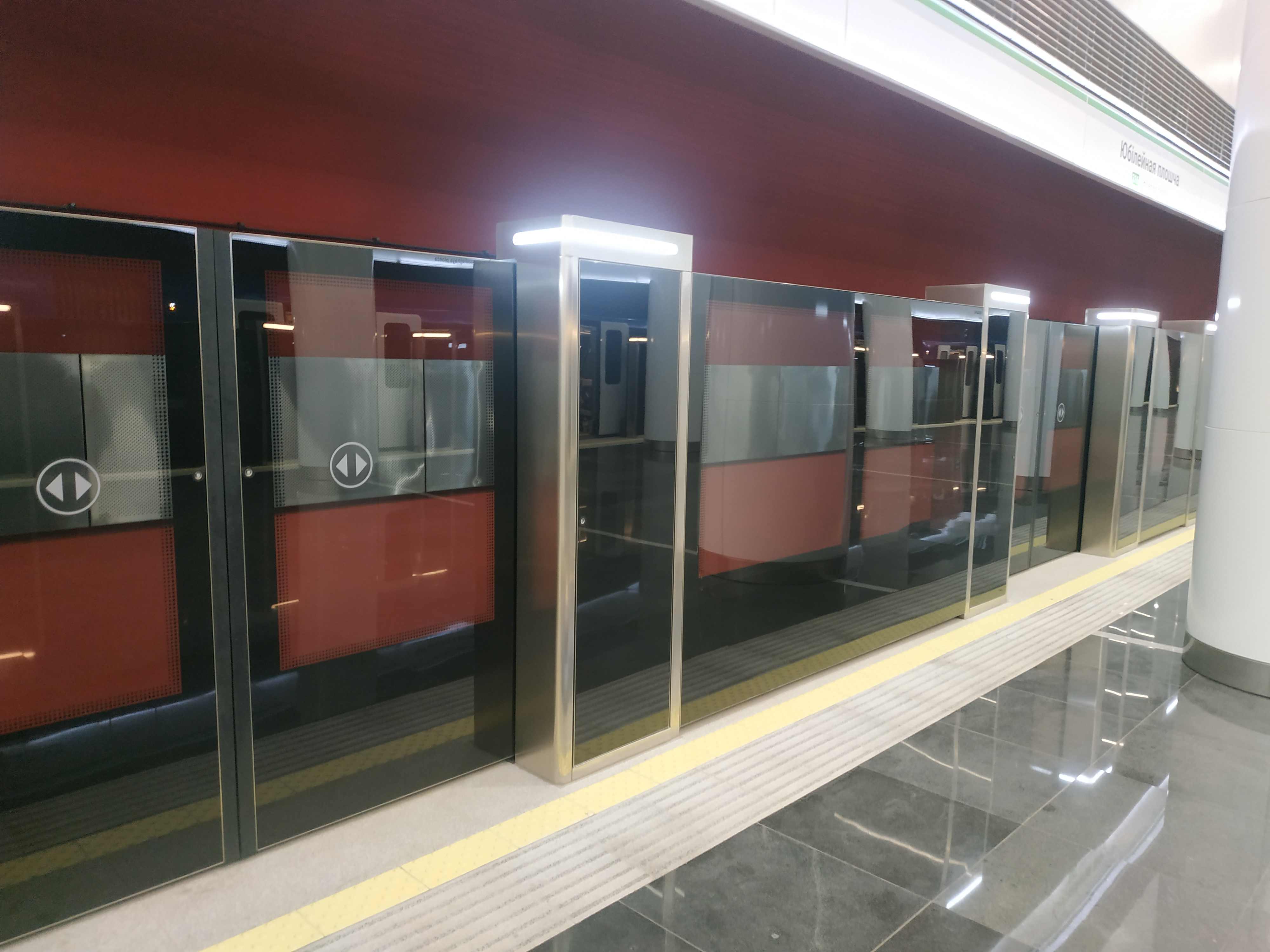
Станция Юбилейная площадь Минского метрополитена.

В Минском метрополитене на всех станциях зеленолужской линии установлены автоматические платформенные ворота. Белоруссия вторая после Болгарии посткоммунистическая страна, установившая на станции метрополитена автоматические платформенные ворота.

## Болгария

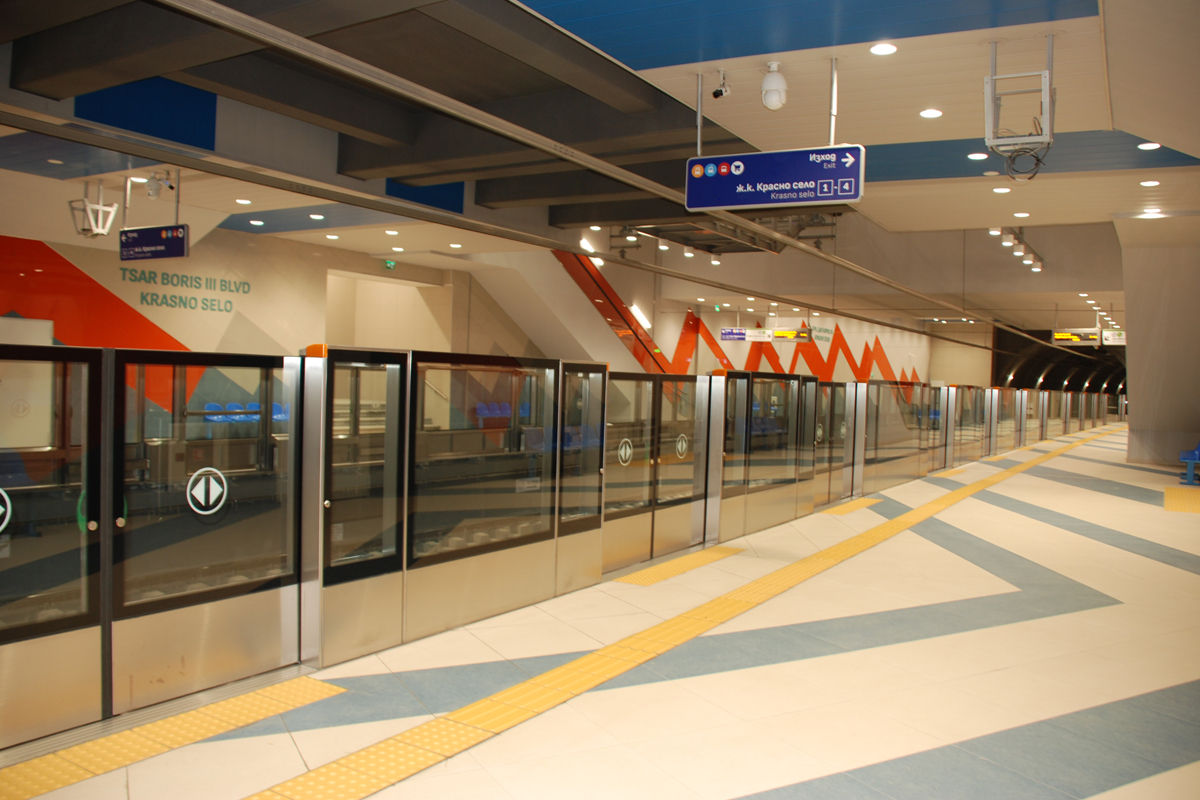
Станция Красное село Софийского метрополитена.

В Софийском метрополитене на всех станциях третей линии установлены автоматические платформенные ворота. Болгария первая посткоммунистическая страна после России, установившая на станции метрополитена автоматические платформенные ворота.

## Гонконг
На всех станциях линий Ma On Shan и Диснейленд-Резорт Гонконгского метрополитена установлены автоматические платформенные ворота.

## Сингапур
На всех наземных станциях Сингапурского метрополитена установлены автоматические платформенные ворота.

## Таиланд
На всех станциях линии Chalong Ratchadham системы метро Бангкока MRT и на части станций системы метро Бангкока BTS  установлены автоматические платформенные ворота.

## Франция
В Парижском метро на всех станциях первой линии и на части станций 13-й и 4-й линии установлены автоматические платформенные ворота..

## Япония
В Японии большее распространение получила система автоматических платформенных ворот, чем система платформенных раздвижных дверей, в силу своей более низкой стоимости при модернизации построенных станций в прошлом и установки на новых. В большинстве старых, крупных и в основном построенных в XX веке системах метро, например, в Японии и Европе, модернизация станций, которые не предусматривали изначально платформенные раздвижные двери, обходится дороже, чем установка этой системы на новых станциях в быстро растущих метрополитенах, таких как Сингапурское метро, Сеульское метро, Гонконгское метро и т. д. В целом высота дверей в японской разновидности этой системы ниже, чем в других странах. Система платформенных раздвижных дверей в Японии используется только на относительно молодых и новых системах метро и линиях: Хиросимский метрополитен, линия Намбоку в Токийском метро и линия Тодзай в Киотском метро.

### История в Японии

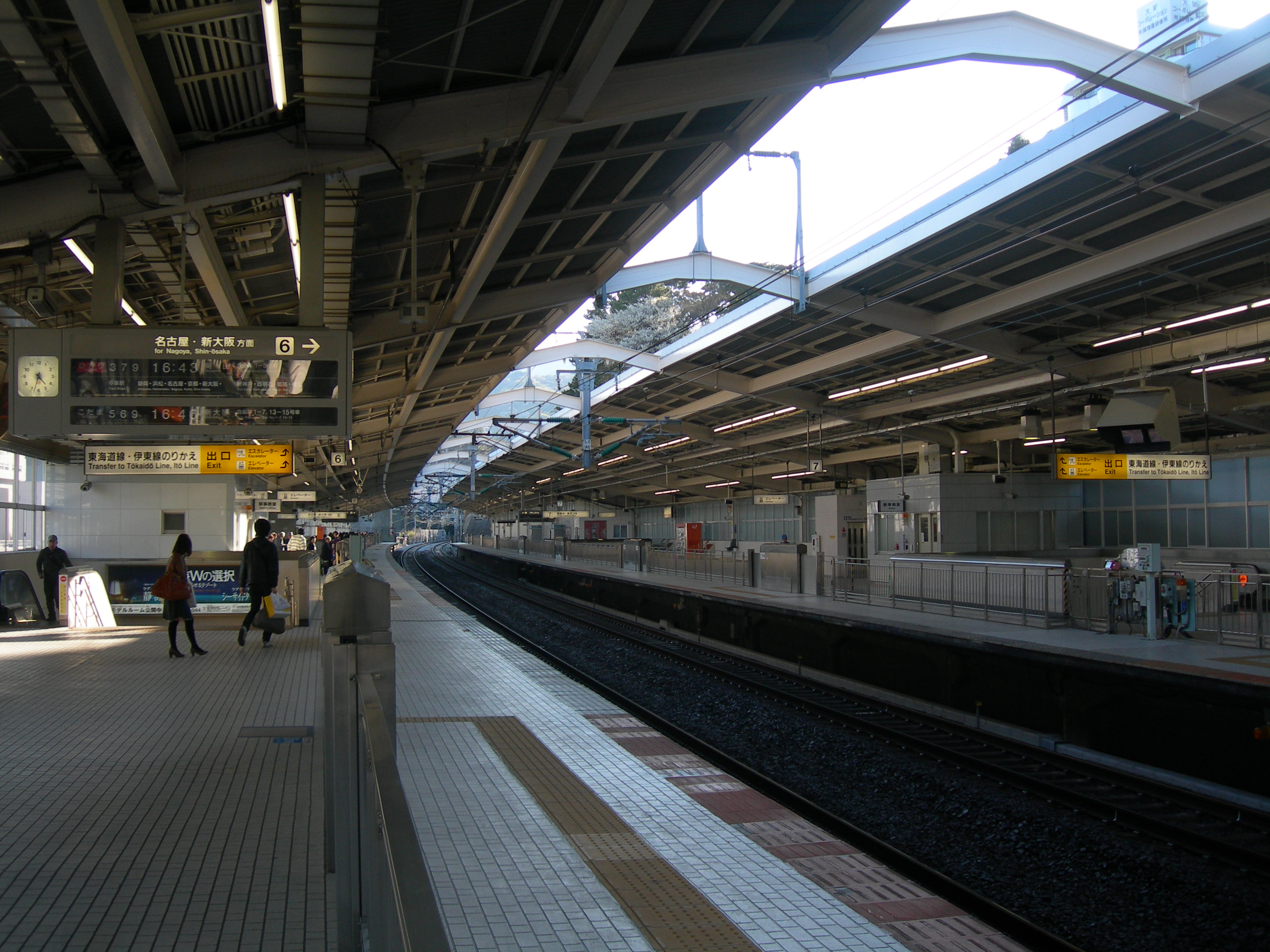
Платформа станции Атами (с автоматическими платформенными воротами первого поколения).

14 марта 1970 года за день до открытия Всемирной выставки Expo '70 в городе Суйта был запущен монорельс, который работал только во время проведения Всемирной выставки в течение шести месяцев (выставка проходила с 15 марта по 13 сентября 1970 года), на всех станциях монорельса для безопасности пассажиров впервые в Японии были установлены автоматические платформенные ворота. 1 января 1974 года Японская национальная железная дорога установила по краям платформы на станции Атами линии Токайдо-синкансэн впервые на станции железной дороги в Японии автоматические платформенные ворота для безопасности пассажиров во время прибытия поездов Синкансэн на станцию. Спустя 36 лет с момента установки в 1974 году, в связи с ухудшением состояния, старые оригинальные автоматические платформенные ворота были заменены современными, в период с декабря 2011 года по июль 2012 года. 15 декабря 1977 года автоматические платформенные ворота были установлены на станции Син-Кобе, 15 декабря 1985 года — на станции Син-Иокогама. Спустя 25 лет с момента установки в 1985 году, в связи с ухудшением состояния, старые автоматические платформенные ворота были заменены современными, в период с конца марта 2010 года по конец июля 2010 года.
- 14 марта 1970 года — на всех станциях монорельса работавшего только во время проведения Всемирной Expo '70 (с 15 марта по 13 сентября 1970 года) для безопасности пассажиров впервые в Японии были установлены автоматические платформенные ворота.[8][9]
- 1 Январь 1974 года — на станции Атами линии Токайдо-синкансэн были установлены первые на станции железной дороги в Японии автоматические платформенные ворота.[11][12].
- 15 декабря 1977 года — на станции Син-Кобе[англ.] линии Санъё-синкансэн были установлены автоматические платформенные ворота[16].
- 15 декабря 1985 года — на станции Син-Иокогама линии Токайдо-синкансэн[11][12][13][14][15].
- 27 ноября 1998 года — была открыт монорельс Тама[англ.]. Впервые в Японии автоматические платформенные ворота были установлены на всех станциях линии монорельса. Монорельс Тама также является первой в Японии системой с полномасштабной установкой автоматических платформенных ворот.
- 19 апреля 2000 года — на некоторых станциях линии Мита метро Toei были установлены автоматические платформенные ворота. Впервые в Японии на станции уже существующей железнодорожной линии, отличной от линии Синкансэна, были установлены автоматические платформенные ворота.
- 6 августа 2000 года — на некоторых станциях линии линии Мэгуро Tokyu Corporation были установлены автоматические платформенные ворота. Впервые в Японии автоматические платформенные ворота были установлены на станциях крупной частной железнодорожной компании.
- 20 декабря 2006 года — был принят закон (общее название — новый безбарьерный закон) "О содействии упрощению мобильности пожилых людей, инвалидности и т. д.". В перечне требований для лучшей доступности железнодорожных станций для пенсионеров и инвалидов значится и установка платформенных раздвижных дверей или автоматических платформенных ворот для большей безопасности на станциях.
- 26 июня 2010 года — на станции Эбису линии Яманотэ были установлены автоматические платформенные ворота. Впервые в Японии они были установлены на станциях обычных линий.

С введением в действие "Закона о содействии упрощению мобильности пожилых людей, инвалидности и т. д" от 2000 года установка на станциях автоматических платформенных ворот в основном требовалась на новых железнодорожных линиях. Но законом установка была сделана обязательной и для существующих линий. Было много несчастных случаев, вызванных падением на станции, одни их самых известных: на станции Син-Окубо 26 января 2001 года, 47-летний фотограф из Иокогамы и 26-летний корейский студент были сбиты насмерть поездом линии Яманотэ при попытке спасти пьяного мужчину, упавшего на путь. Мужчина также погиб. История жизни корейского студента легла в основу фильма 26 Years Diary, вышедшего в прокат в Японии 2007 году, и в 2008 году в Корее. Также на станции Мэдзиро линии Яманотэ 16 января 2011 года слепой теннисист был сбит насмерть поездом. Возник растущий спрос на продвижение установки на станциях платформенных раздвижных дверей, и Министерство земли, инфраструктуры, транспорта и туризма Японии начало изучать данный вопрос для создания запроса на установку на станциях платформенных раздвижных дерей на станции с фиксированным числом пассажиров.
В августе 2012 года правительство Японии объявило о планах оборудовать железнодорожные станции, перевозящие более чем 100 000 пассажиров в день, платформенными раздвижными дверьми, а Министерство земли, инфраструктуры, транспорта и туризма выделило 36 миллионов иен ($470 800) на исследования и разработки системы в 2011-2012 годах. Трудность заключается в том, что станции используются различными типами поездов с разными конструкциями, что затрудняет проектирование и установку на станциях платформенных раздвижных дверей. По состоянию на ноябрь 2012 года только на 34 из 235 станций с пассажиропотоком более чем 100 000 пассажиров в день, реализован план. Министерство заявило, что 539 из примерно 9500 железнодорожных станций по всей Японии оборудованы платформенными раздвижными дверьми. Из токийских станций метро 78 из 179 оборудованы этой системой.
Согласно закону Министерства земли, инфраструктуры, транспорта и туризма Японии, объявленному 8 февраля 2011 года, платформенные раздвижные двери будут установлены на 285 станциях, а общее количество станций с платформенными раздвижными дверьми составит 783 станции, но это, согласно "закону о содействии упрощению мобильности пожилых людей, инвалидности и т. д.", составит лишь около 30 % из примерно 2800 станций, на которых требуется установка платформенных раздвижных дверей. По данному закону в Японии желательно уделять приоритетное внимание установке системы на станциях, пассажиропоток которых превышает 100 000 пассажиров в день. По состоянию на 31 марта 2020 года в Японии было оборудовано платформенными раздвижными дверьми всего только 858 железнодорожные станции из тех, для которых требуется установка системы по данным Министерства земли, инфраструктуры и транспорта. По состоянию на 31 марта 2020 года только на 157 (56 %) из 279 станций, перевозящих более чем 100 000 пассажиров в день, были установленные платформенные раздвижные двери. В соответствии с планами железнодорожных компаний, установка на станциях платформенных раздвижных дверей будет продолжаться в Столичном регионе. Общее количество станций, перевозящих более чем 100 000 пассажиров в день, оборудованных платформенными раздвижными дверьми, увеличится со 167 станций (60 %) в конце 2020 года и до 205 станций (73%) в конце 2025 года. По состоянию на конец 2021 года только на 127 станциях, перевозящих более чем 100 000 пассажиров в день, были установлены платформенные раздвижные двери. По состоянию на конец 2021 года в Японии было оборудовано платформенными раздвижными дверьми всего только 1002 железнодорожные станции из тех, для которых требуется установка системы по данным министерства земли, инфраструктуры, транспорта и туризма. По состоянию на конец 2023 года, по данным министерства земли, инфраструктуры, транспорта и туризма, платформенные раздвижные двери были установлены лишь на 1129 железнодорожных станциях (2647 железнодорожных платформах) и лишь на 180 железнодорожных станциях (559 железнодорожных платформах), перевозящих более чем 100 000 пассажиров в день, от плана на основе закона "о без барьерной доступности" предусматривающего установку платформенных раздвижных дверей к 2027 году на 3000 железнодорожных платформах и 800 железнодорожных платформах на станциях перевозящих более чем 100 000 пассажиров в день. Установку автоматических платформенных ворот в Японии замедляет множество факторов: отсутствие единообразия, использование разных подвижных составов разными железнодорожными компаниями, связные с этим разные конфигурации расположения дверей на разных подвижных составах, эксплуатирующихся зачастую на одних и так же железнодорожных линиях, что затрудняет установку универсальных автоматических платформенных ворот на всех станциях, затраты на проведения работ по укреплению платформ станций, чтобы они выдерживали вес автоматических платформенных ворот, и общие огромные затраты от нескольких сотен миллионов иен до нескольких миллиардов иен на одну станцию. Эти факторы являются основными, препятствующими продвижению установки автоматических платформенных ворот в Японии. Бывают случаи, когда правительство или местное правительство субсидирует установку автоматических платформенных ворот на станциях.
По данным министерства земли, инфраструктуры, транспорта и туризма Японии по состоянию на конец 2017 года в Японии насчитывалось 725 железнодорожных станций, на конец 2018 года в Японии насчитывалось 783 железнодорожных станций, на конец 2019 года в Японии насчитывалось 858 железнодорожных станций, на конец 2020 года в Японии насчитывалось 943 железнодорожных станций, на конец 2021 года в Японии насчитывалось 1002 железнодорожных станций, на конец 2022 года в Японии насчитывалось 1060 железнодорожных станций, на конец 2023 года в Японии насчитывалось 1129 железнодорожных станций оборудованных данной системой.

## Метрополитены
Метрополитены где хотя бы на одной станции используется данная система:
- Пекинский метрополитен
- Парижский метрополитен
- Система скоростного транспорта (Сингапур)
- Гонконгский метрополитен
- Сэндайский метрополитен
- Фукуокский метрополитен
- Осакский метрополитен
- Метрополитен Нагои
- Метрополитен Саппоро
- Софийский метрополитен
- Метрополитен Кобе
- Киотский метрополитен
- Иокогамский метрополитен
- JR East, Seibu, Tokyu, Tobu, Tokyo Metro, и Toei
- Тайбэйский метрополитен
- Шанхайский метрополитен
- Метрополитен Гуанчжоу
- Минский метрополитен (третья линия)
- Стамбульский метрополитен (пятая линия)